# Identidade (álbum de Maiara & Maraisa)
}}
Identidade é o quarto álbum ao vivo da dupla sertaneja Maiara & Maraisa, gravado no Vibra em São Paulo.

## Lista de faixas
| N.º            | Título                               | Compositor(es)                                                                                    | Duração  |  |
| 1.             | "A Culpa É Nossa (Ao Vivo)"          | de Ângelo / Diego Silveira / Lari Ferreira / Rafael Borges                                        | 2:45     |  |
| 2.             | "Felizes para Sempre (Ao Vivo)"      | Lari Ferreira / Rafa Borges / Maraisa                                                             | 3:19     |  |
| 3.             | "Nunca Vai Ser Um Adeus (Ao Vivo)"   | de Ângelo / Diego Silveira / Junior Pepato / Lari Ferreira                                        | 2:48     |  |
| 4.             | "Certo Pelo Duvidoso (Ao Vivo)"      | Cristhyan Ribeiro / Douglas Mello / Flavinho Tinto / Matheus Marcolino / Nando Marx               | 3:03     |  |
| 5.             | "Escape (Ao Vivo)"                   | Edson Garcia / Felipe Marins / Lucas Souza / Mateus Candotti / Nicolas Damasceno                  | 3:11     |  |
| 6.             | "Será (Ao Vivo)"                     | de Ângelo / Diego Silveira / Junior Pepato / Lari Ferreira                                        | 2:48     |  |
| 7.             | "Bêbado Não Guarda Mágoa (Ao Vivo)"  | de Ângelo / Diego Silveira / Elcio Adriano Carvalho / Junior Gomes / Junior Pepato / Thales Lessa | 2:41     |  |
| 8.             | "Ex de Alguém (Ao Vivo)"             | Dani Lima / Gui Prado / Rafaela Miranda / Rayane Santos                                           | 2:55     |  |
| 9.             | "Só Lamento (Ao Vivo)"               | Benicio Neto / Diego Silveira / Junior Pepato / Rafael Borges                                     | 2:34     |  |
| 10.            | "Nunca (Ao Vivo)"                    | Marília Mendonça / Dom Vittor / João Gustavo / Matheus Araujo                                     | 3:46     |  |
| 11.            | "Correntes e Cadeados (Ao Vivo)"     | Eliabe Quexin / Felipe Viana / Lucas Ing / Matheus Di Pádua                                       | 2:50     |  |
| 12.            | "Passa A Dor Dele Pra Mim (Ao Vivo)" | Daniel Ferrera / Dom Vittor / Gah Bernardes / João Gustavo Dias / Matheus Araújo / Vitor Ferrari  | 2:42     |  |
| 13.            | "Leva E Traz (Ao Vivo)"              | Dom Vittor / João Gustavo Dias / Matheus Araújo / Thales Gui                                      | 2:45     |  |
| 14.            | "Evitando Lágrimas (Ao Vivo)"        | Alex Alves / Clebinho / Leandro Rojas / Marco Carvalho                                            | 2:46     |  |
| Duração total: | Duração total:                       | Duração total:                                                                                    | 00:41:00 |  |